# Poecilimon birandi
Poecilimon birandi är en insektsart som beskrevs av Karabag 1950. Poecilimon birandi ingår i släktet Poecilimon och familjen vårtbitare. Inga underarter finns listade i Catalogue of Life.